# Thayawthadangyi
Isla Thayawthadangyi (también escrito Thayawthadangyi Kyun; antes llamada Isla Elphinstone) es una isla en el archipiélago de Mergui, al sur de Birmania. Su superficie es de 120 km² elevándose 166 metros sobre el nivel del mar, administrativamente hace parte de la Región de Tanintharyi en el Mar de Andamán frente a la costa occidental de la Península de Malaca.